# Anatolij Torkunow
Anatolij Wasiliewicz Torkunow (ros. Анатолий Васильевич Торкунов, ur. 26 sierpnia 1950 w Moskwie) – radziecki i rosyjski dyplomata, politolog, specjalista w zakresie stosunków międzynarodowych, od 1992 roku rektor Moskiewskiego Państwowego Instytutu Stosunków Międzynarodowych (MGIMO), członek korespondent (2003) i członek (2008) Rosyjskiej Akademii Nauk.

## Życiorys
W latach 1971–1972 pracował w radzieckiej służbie dyplomatycznej w Korei. W 1972 ukończył Moskiewski Państwowy Instytut Stosunków Międzynarodowych i w 1974 roku rozpoczął w nim pracę jako wykładowca. W latach 1983–1986 był pierwszym i drugim sekretarzem ambasady ZSRR w Stanach Zjednoczonych. Po powrocie do Rosji podjął ponownie pracę w Moskiewskim Państwowym Instytucie Stosunków Międzynarodowych. W 1991 roku otrzymał tytuł profesora, a w 1992 roku został wybrany rektorem Moskiewskiego Państwowego Instytutu Stosunków Międzynarodowych. W 1993 roku uzyskał rangę dyplomatyczną ambasadora nadzwyczajnego i pełnomocnego. W 1995 roku obronił pracę doktorską w zakresie nauk politycznych. Od 1997 roku jest członkiem Kolegium Ministerstwa Spraw Zagranicznych Federacji Rosyjskiej.
Jest współprzewodniczącym (wraz z Adamem Danielem Rotfeldem) Polsko-Rosyjskiej Grupy do Spraw Trudnych.
Posiada wiele odznaczeń rosyjskich i zagranicznych. 4 października 2010 roku Prezydent RP Bronisław Komorowski odznaczył go Krzyżem Komandorskim z Gwiazdą Orderu Zasługi Rzeczypospolitej Polskiej za wybitne zasługi w działalności na rzecz zbliżenia polsko-rosyjskiego (dekoracja nastąpiła w 2012 roku). W 2013 r. został wybrany na członka zagranicznego PAN.